# 阿拉伯航空運輸組織
阿拉伯航空運輸組織（阿拉伯语：‎，缩写：AACO）是一個由多家阿拉伯地區的航空公司組成的航空聯盟，於1965年通過阿拉伯國家聯盟成立，總部設於黎巴嫩首都贝鲁特。它的目標是向世界其他國家推廣阿拉伯區航空公司之間的合作、服務素質及安全標準。
雖然AACO是設基地於阿拉伯國家聯盟之領土上，但並不強制所有阿拉伯国家的航空公司加入AACO，例如毛里塔尼亞航空便不是AACO的成員。
各成員航空公司的行政總裁（CEO）每年也會在例會中聚首一堂，討論阿拉伯地區民航業務的事宜，例如不同項目工作的進度、其他計劃等。

## 阿拉伯航空運輸組織區域訓練中心
阿拉伯航空運輸組織區域訓練中心（AACO Regional Training Center）於1996年在約旦首都安曼成立，並於2000年擴充至貝魯特及開羅。該訓練中心為所有AACO的成員的航空公司的機組人員提供低成本的訓練。

## 成員
現時AACO共有24間成員航空公司：
- 泛非航空
- 阿尔及利亚航空
- 阿拉伯航空
- 開羅航空
- 埃及航空（星空聯盟）
- 阿聯酋航空
- 阿提哈德航空
- 海灣航空
- 伊拉克航空
- 約旦航空
- 科威特航空
- 利比亞航空
- 中東航空（天合聯盟）
- 阿曼航空
- 巴勒斯坦航空
- 卡塔尔航空（寰宇一家）
- 摩洛哥皇家航空（寰宇一家）
- 皇家約旦航空（寰宇一家）
- 沙地阿拉伯航空（天合聯盟）
- 蘇丹航空
- 敘利亞航空
- 環地中海航空
- 突尼斯航空
- 也門航空

另外也有非會員身分的合作夥伴：
- 土耳其航空（星空聯盟）

AACO其中一項最有決心的計劃，就是旗下所有成員航空公司在2007年把傳統式機票更換為電子機票，剛好趕及在國際航空運輸協會（IATA）所設的期限前完成；而這個計劃要趕及限期前完成，對於AACO各成員來說是一個挑戰，原因是大部分AACO會員航空公司在更換電子機票方面，只是處於剛起步的階段。
AACO現正在一個由9間航空公司組成，名為阿拉伯航空公司聯盟的區域航空公司聯盟中運作。各成員航空公司會把他們的時刻表各自綜合一起，以方便於各航空公司間的網絡連接。9間公司結合起來，全球合共可連接超過500個目的地，而一間航空公司同時也可向旅客出售其餘8間航空公司的機票，同時也各自實行代碼共享協議。

## 外部連結
- 阿拉伯航空運輸組織網站 （页面存档备份，存于）
- 阿拉伯航空運輸組織訓練中心 （页面存档备份，存于）
- Arab airlines in pursuit of a strong future （页面存档备份，存于）